# 紗眼蝶屬
紗眼蝶屬（學名：Satyrodes）是眼蝶亞科眼蝶族黛眼蝶亞族中的一個屬，是基於Cardé et al.(1970)的物種分佈研究從黛眼蝶屬分割出來。此分類中的兩個物種分佈於北美東岸。

## 物種
- 紗眼蝶 Satyrodes eurydice
- 森林紗眼蝶 Satyrodes appalachia